# Kamråttor
Kamråttor (Ctenomys) är ett släkte i underordningen piggsvinsartade gnagare som förekommer i Sydamerika. Djurgruppen är det enda släktet i familjen Ctenomyidae.

## Kännetecken
Kamråttor når en kroppslängd mellan 15 och 25 centimeter och därtill kommer en 6 till 11 centimeter lång svans. Med en vikt upp till 700 gram blir de tyngre än vanliga råttor (Rattus) men de är inte närmare släkt med dessa. Särskilt påfallande är de stora framtänderna som gör att de liknar kindpåsråttor. Dessutom är de utrustade med långa klor som underlättar grävning av tunnlar. Pälsen är vanligen tjock och har beroende på art en brun, grå eller nästan svart färg på ovansidan, medan undersidan är ljusare.
Kroppsformen påminner om en cylinder och svansen saknar nästan hår. Huvudet är robust och den korta halsen muskulös. De främre extremiteterna är något kortare än de bakre och vid bakfötterna finns kamliknande borstar som används för att putsa pälsen.
Kamliknande borstar över klorna förekommer även hos familjen kamfingerråttor (Ctenodactylidae), men de lever i Afrika och är bara avlägsen släkt med kamråttor.
Jämfört men andra underjordiskt levande arter har kamråttor stora ögon som sitter högt uppe på huvudet. Därför behöver de bara lyfta huvudet en liten bit när de sitter vid tunnlarnas ingång. Ytteröronen är särskilt små. Tandformeln är liksom hos andra marsvinsartade gnagare I 1/1 C 0/0 P 1/1 M 3/3, alltså 20 tänder.

## Utbredning och habitat
Kamråttor förekommer i Sydamerika, utbredningsområdet sträcker sig från södra Peru och centrala Brasilien till Eldslandet. De är anpassade till olika habitat från tropikerna till subantarktiska regioner. Kamråttor lever bland annat på gräsmarker, i skogar, på högplatåer som till exempel Altiplano samt i bergsregioner upp till 4 000 meter över havet.

## Levnadssätt
Dessa djur lever i torra och växtfattiga områden i Sydamerika. De förekommer under markytan där de gräver större tunnelsystem som omfattar flera kamrar där de vilar. Tunnelsystemet består vanligen av en huvudtunnel som är upp till 14 meter lång med en diameter på 5 till 7 centimeter samt flera sidogrenar. Ett större rum används som sovplats och polstras med gräs. Vid utgångarna som då och då stängs med jord finns ibland jordhögar. Rötter som ligger i vägen när en ny tunnel byggs delas med tänderna.
Kamråttor gräver vanligen på morgonen och den senare eftermiddagen. Hos de flesta arterna lever varje individ ensam, bara hos vissa arter registrerades flera honor i samma bo. Hannar har däremot avgränsade revir och är aggressivare mot artfränder.
Hannar har ett varningsläte som låter "tlok-tlok-tlok" och som upprepas över 10 till 20 sekunder. Därför fick de av Sydamerikas ursprungsbefolkning namnet tuco-tuco som även används på engelska.
I Sydamerika tar kamråttor samma ekologiska nisch i anspråk som mullvadar, kindpåsråttor, guldmullvadar och pungmullvadar i andra regioner.

## Föda
Kamråttor livnär sig av rotfrukter, rötter och gräs. Under den torra tiden utnyttjar de reserver som de har samlat under regntiden och lagrat i tunnelsystemets kamrar. Ofta drar de vid rötterna för att komma åt växternas stjälkar. En del föda hittar de dessutom direkt bredvid tunnlarnas utgångar. Sällan vistas de med hela kroppen utanför tunneln.

## Fortplantning
Arterna i släktet har två parningstider per år, en under våren och en under vintern. Efter dräktigheten som vanligtvis varar i 15 veckor föder honan i regel två till fem ungar. Det finns särskilda kamrar som byggs kort före förlossningen för uppfödning av ungarna.

## Kamråttor och människor
I vissa regioner uppsöker kamråttor odlade ställen och de betraktas där som skadedjur. Tunnlarna som ligger något under markytan utgör även en fara för hästar och nötkreatur som kan bryta sina ben. Ibland jagas kamråttor i dessa områden intensivt av människor och i en del regioner har de därför försvunnit. Ofta saknas informationer om arternas population.
IUCN listar 2 arter som akut hotade (CR), 6 arter som starkt hotade (EN), 5 arter som sårbara (VU), 3 arter som nära hotade (NT) och alla andra som livskraftiga (LC) eller med kunskapsbrist (DD).

## Systematik
Kamråttornas systematiska ställning är fortfarande omstridd. Vanligtvis räknas de som en egen familj. Vissa zoologer listar dem däremot som en underfamilj (Ctenomyinae) till familjen buskråttor.
Det äldsta kända fossilet av kamråttor daterades till tidig eocen.
Enligt Catalogue of Life utgörs släktet av 38 arter.
- Ctenomys argentinus
- Ctenomys australis
- Ctenomys azarae
- Ctenomys bergi
- Ctenomys boliviensis
- Ctenomys bonettoi
- Ctenomys brasiliensis
- Ctenomys colburni
- Ctenomys conoveri
- Ctenomys dorsalis
- Ctenomys emilianus
- Ctenomys frater
- Ctenomys fulvus
- Ctenomys haigi
- Ctenomys knighti
- Ctenomys latro
- Ctenomys leucodon
- Ctenomys lewisi
- Ctenomys magellanicus
- Ctenomys maulinus
- Ctenomys mendocinus
- Ctenomys minutus
- Ctenomys nattereri
- Ctenomys occultus
- Ctenomys opimus
- Ctenomys pearsoni
- Ctenomys perrensis
- Ctenomys peruanus
- Ctenomys pontifex
- Ctenomys porteousi
- Ctenomys saltarius
- Ctenomys sericeus
- Ctenomys sociabilis
- Ctenomys steinbachi
- Ctenomys talarum
- Ctenomys torquatus
- Ctenomys tuconax
- Ctenomys tucumanus
- Ctenomys validus

IUCN listar dessutom:
- Ctenomys coyhaiquensis
- Ctenomys rionegrensis